# Menhir de la Bergerie des Étennevaux

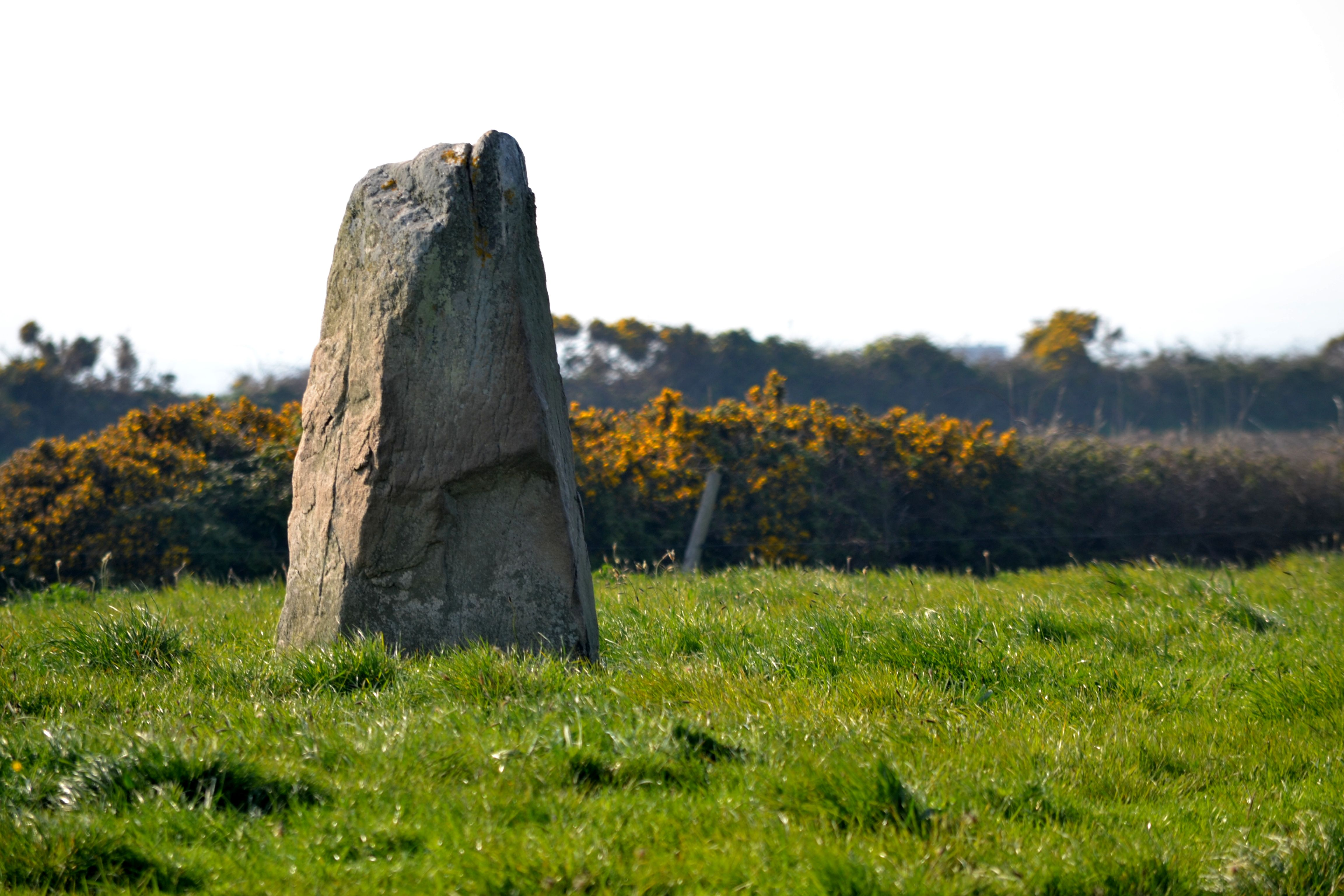
Menhir de la Bergerie des Étennevaux

Der Menhir de la Bergerie des Étennevaux (auch Grosse Pierre genannt) ist ein Menhir in Saint-Germain-des-Vaux im äußersten Norden des Département Manche in der Normandie in Frankreich.
Der Menhir ist ein quaderartiger, trapezoider Granitblock. Es ist etwa 2,25 m hoch und 1,3 m breit, mit einem Umfang an der Basis von 3,2 m.
Auf dem Stein waren Gravuren zu sehen, die gelöscht wurden.

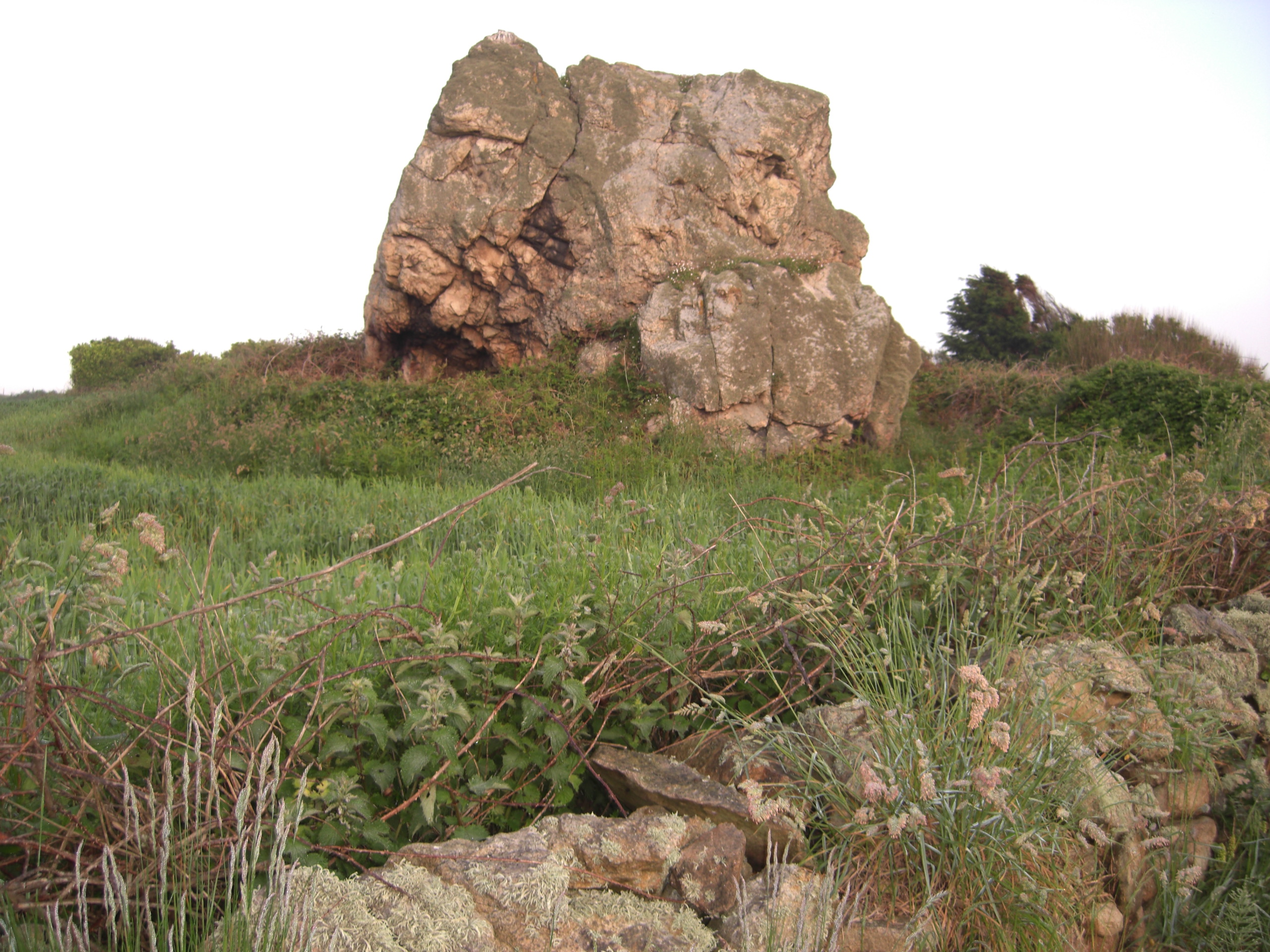
La Roche Gélétan

La Roche Gélétan in der Nähe ist ein etwa 12,0 Meter hoher Granitfelsen, der der Legende nach ein Kieselstein ist, den Gargantua aus seinem Stiefel entfernt hat. Ausgrabungen brachten eine der ältesten bewohnten Stätten auf der Halbinsel Cotentin zum Vorschein, die ins frühe Paläolithikum zurückreicht.